# Casa Torrents i Miret
La Casa Torrents i Miret, o Palau dels Barons de Rocafort, és un edifici del municipi de Vilafranca del Penedès (Alt Penedès) protegit com a bé cultural d'interès local.

## Descripció
L'edifici fa cantonada entre el carrer de la Muralla dels Vellets i la Plaça del Vall del Castell. Es compon de dos cossos, un de planta baixa, dos pisos i cambra d'aire sota coberta de teula àrab, i un altre de planta baixa sota terrat. El conjunt respon a les característiques formals de l'eclecticisme.

## Història
La Casa Torrent i Miret, construïda per iniciativa de Josep Torrent i Miret, data en una primera etapa de 1870, any en què es va fer el cos inicial de planta baixa i dos pisos. L'any 1899 es presentà un projecte de reforma d'aquesta part i de construcció del cos de planta baixa i terrat, projecte que es conserva a l'arxiu de l'Ajuntament. La realització de l'obra fou dirigida per l'arquitecte Santiago Güell i Grau.